# 里德内 (博霍杜希夫区)
50°6′50″N 35°57′56″E / 50.11389°N 35.96556°E
里德内（烏克蘭語：Рідне），2024年9月前名为佩爾紹特拉夫內韋（烏克蘭語：Першотравневе），是位於烏克蘭東部的鄉村居民點，由哈爾科夫州博霍杜希夫區的佐洛奇夫市鎮負責管轄。該鄉村居民點始建於1929年，面積0.15平方公里，海拔高度143米，2001年人口150。
2024年9月19日，乌克兰最高拉达将此地的名字改为里德内。